# 小貝爾

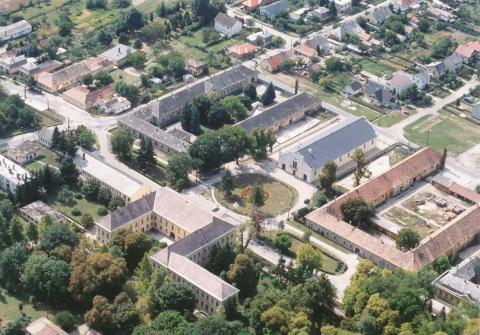

小貝爾是匈牙利的城鎮，位於該國西北部，由科馬羅姆-埃斯泰爾戈姆州負責管轄，面積52.16平方公里，2011年人口5,323，其中約六成居民信奉天主教。

## 友好城市
- 德国埃斯洛黑
- 斯洛伐克科拉羅沃
- 羅馬尼亞肯皮亞圖爾濟